# Acido stearidonico
L'acido stearidonico è un acido grasso polinsaturo con 18 atomi di carbonio e 4 doppi legami in configurazione cis.
Si può trovare tra i lipidi di origine sia animale che vegetale. Si forma normalmente per azione dell'enzima Δ6-desaturasi sull'acido α-linolenico.
Possono contenere suoi esteri del glicerolo gli oli vegetali di Boraginaceae come l'olio di semi di Borago Officinalis L.(0,2- 1,1%)  di Saxifragaceae come l'olio di Ribes Nigrum (2,5- 3,9%) di Cannabaceae come l'olio di semi di Cannabis Sativa(0,3-1,9%).
Per l'azione successiva di elongasi e desaturasi nel corpo umano può formare acido eicosapentaenoico (EPA) e acido docosapentaenoico (DPA). Una successiva trasformazione attraverso β-ossidazione può portare alla formazione di acido docosaesaenoico (DHA).